# Eugen Petersen

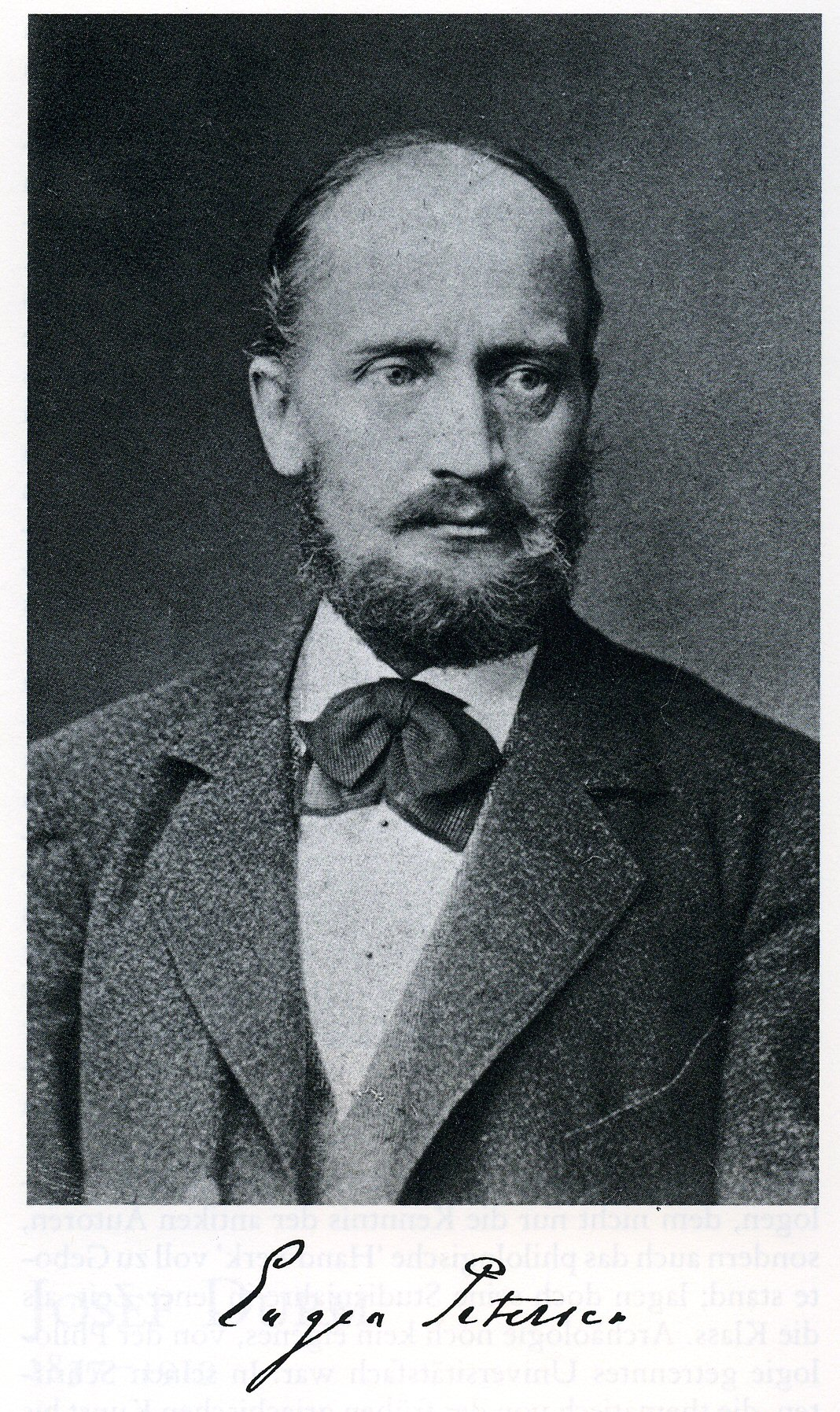
Petersen um 1885

Eugen Adolf Hermann Petersen (* 16. August 1836 in Heiligenhafen; † 14. Dezember 1919 in Hamburg) war ein deutscher Klassischer Archäologe.

## Leben
Eugen Petersen wurde 1836 im damals dänischen Herzogtum Holstein geboren. Sein Vater war Justitiar, seine Mutter war Elisabeth Catharina Margaretha Nissen. Er besuchte das Gymnasium in Glücksstadt und begann danach ein Studium der Klassischen Philologie an der Universität Kiel. Von dort wechselte er an die Universität Bonn, wo er seine prägendste Zeit verbrachte und insbesondere von Friedrich Gottlieb Welcker, Friedrich Ritschl und Otto Jahn nachhaltig beeinflusst wurde. Für das letzte Studienjahr kehrte er wieder nach Kiel zurück, wo er 1859 mit der Dissertation Theophrasti Characteres promoviert wurde, die er allerdings schon in seiner Bonner Zeit verfasst hatte. Für die Arbeit erhielt er ein archäologisches Reisestipendium und bereiste damit gemeinsam mit den Inhabern der ersten Reisestipendien des Deutschen Archäologischen Instituts, Alexander Conze und seinem Studienfreund Adolf Michaelis, den Mittelmeerraum, insbesondere Italien. In Rom blieb er bis 1861 am Istituto di Corrispondenza Archeologica (jetzt Deutsches Archäologisches Institut, DAI), wo ihm die Sekretare Wilhelm Henzen und Heinrich Brunn die Abfassung der Berichte der Institutsadundanzen übertrugen, eine Aufgabe, mit der sich der Nachwuchswissenschaftler trotz seiner auffallenden Intelligenz nicht anfreunden konnte, wie Henzen es in Briefen an Eduard Gerhard bemerkte. Erfolgreicher verliefen neben anderen Arbeiten die Beschreibungen der neu entdeckten Gräber an der Via Latina.
1861 kehrte Petersen wieder nach Deutschland zurück und habilitierte sich ein Jahr später an der Universität Erlangen und wurde dort Privatdozent. Damit er dennoch ein Auskommen hatte, wurde er 1864 Gymnasiallehrer in Husum, wo Karl Heinrich Keck sein Rektor war, den er bereits beim Studium in Bonn kennengelernt hatte. 1865 heiratete er Ida Michaelis, die Schwester seines Studienfreundes. Sie war Nichte seines Lehrers Otto Jahn und ihre Schwester Emma war mit Johann Gustav Droysen verheiratet. 1869 wechselte er von Husum ans Gymnasium in Plön. Neben der schulischen Lehre betätigte er sich weiter intensiv wissenschaftlich, veröffentlichte etwa Schriften zur Interpretation griechischer Kunstwerke wie dem Doryphoros des Polyklet, dem Marsyas des Myron und widmete sich den Kunstwerken des Phidias am Parthenon und in Olympia. Im Gegensatz zu Karl Bötticher stellt Petersen polemisierend klar, dass die antiken griechischen Tempelbauten wirkliche Kultorte waren und nicht nur Schatzhäuser oder Agonaltempel für staatliche Feste. 1873 wurde er auf die ordentliche Professur der altklassischen Philologie und Archäologie an die Kaiserliche Universität Dorpat berufen. Hier verbrachte die junge Familie Petersen eine ihrer glücklichsten Zeiten. Petersens Tätigkeit lag zu dieser Zeit schwerpunktmäßig auf der Philologie. 1879 erfolgte ein Ruf auf den Lehrstuhl für Archäologie an der Universität Prag, wo er Nachfolger von Otto Benndorf wurde, der nach Wien wechselte. In Prag widmete sich Petersen wieder schwerpunktmäßig der Kunstarchäologie. Er beschäftigte sich mit der Tyrannenmördergruppe, Hekate, dem Apoll des Kanachos und anderen Werken. Mehrfach bereiste er Italien und vor allem mit Benndorf, George Niemann, Felix von Luschan, Franz Studniczka und Karl Graf Lanckoroński Kleinasien. Ergebnis war das große Gemeinschaftswerk Reisen in Lykien, Milyas und Kibyratis (1889) und Städte Pamphyliens und Pisidiens (1890–1892). Bei einem Aufenthalt in Athen forschte er zur Nikebalustrade. 1886 war er nochmals für kurze Zeit Gymnasiallehrer in Berlin, wurde dann aber von der Zentraldirektion des DAI als Nachfolger Ulrich Köhlers zum Ersten Sekretar des Deutschen Archäologischen Instituts Athen gewählt.
Petersen blieb nur ein Jahr in Athen. Diese Zeit war vom persönlichen wie auch vom wissenschaftlichen Gegensatz zwischen ihm und Wilhelm Dörpfeld geprägt. Nachdem 1887 Wilhelm Henzen in Rom verstorben war, traf es sich also gut, dass Petersen von der konfliktträchtigen Position in Athen als Erster Sekretar des Deutschen Archäologischen Instituts Rom nach Italien wechseln konnte. In Athen wurde Dörpfeld sein Nachfolger. Petersen blieb für 18 Jahre Erster Sekretar in Rom. Die Zeit war denkbar ambivalent. Einerseits war er wissenschaftlich äußerst produktiv, andererseits wurden er und seine Frau in Rom nie recht glücklich. Das lag zum einen am nordisch-zurückhaltenden Temperament der beiden, das in krassem Gegensatz zu dem von Wolfgang und Nadina Helbig stand und auch ebenso wenig sich der italienischen Mentalität anzupassen wusste, zum anderen aber auch an der Haltung des langjährigen Zweiten Sekretärs Wolfgang Helbig, der seinerseits Hoffnungen hegte, zum Ersten Sekretar aufzurücken. Als diese Position Petersen bekam, verließ Helbig das Institut. Um ihn bildete sich ein Kreis vor allem jüngerer Wissenschaftler, zu denen auch der neue Zweite Sekretar Christian Hülsen gehörte. Petersen führte ein strenges Regiment, das etwa für feuchtfröhliche Abende und spätes Heimkommen von Mitarbeitern und Stipendiaten nichts übrig hatte. Die Petersens blieben somit von ihrer Umgebung isoliert. Während sich Eugen Petersen immerhin äußerlich anpassen konnte, blieb seine Frau 18 Jahre lang in Rom unglücklich, was auch auf das Institut ausstrahlen musste. Mit Hülsen verband ihn zunächst ein kollegiales Verhältnis, das sich im Laufe der Zeit in Hass wandelte. In der Rückschau gestand Petersen ein, dass er wohl nicht die richtige Wahl für diese Position war. Wissenschaftlich beschäftigte er sich gemeinsam mit Alfred von Domaszewski und Guglielmo Calerini mit der Markussäule, mit den Reliefs des Bogens von Benevent und der Traianssäule und der Ara Pacis. Mit fast 70 Jahren nahm er 1905 seinen Abschied, Nachfolger wurde Gustav Körte.
Trotz seines vergleichsweise hohen Alters war Petersen noch recht rüstig und reiste 1907 nochmals nach Athen, wo er sich mit dem Problem des alten Athenatempels beschäftigte. Ein Jahr später veröffentlichte er ein populärwissenschaftliches Buch über Athen, ein Gegenstück zur römischen Kunst hatte er schon acht Jahre zuvor publiziert. Nach seiner Rückkehr lebte er in Berlin, beschäftigte sich mit Meisterfragen und gab eine Otto-Jahn-Biografie seines Freundes und Schwagers Michaelis heraus. Zum großen Alterswerk wurde Die attische Tragödie als Bild- und Bühnenkunst, das Buch erschien 1915. Sein letztes Werk Homers Zorn des Achilleus und der Homeriden Ilias ist eine von mehreren rein philologischen Studien. Nachdem seine Frau gestorben und der Erste Weltkrieg ausgebrochen war, siedelte Petersen ins Haus seines Sohnes nach Hamburg über, wo er 1919, bis zuletzt forschend, verstarb.
Petersen gehörte zu den letzten Vertretern von Klassischen Archäologen, denen die Kunst ebenso nah wie die Philologie war. Er beschäftigte sich mit der antiken Kunst von der frühgriechischen Kunst bis zur hohen römischen Kaiserzeit. In seinen mehr als 200 Schriften befasste er sich vor allem mit der griechischen Plastik, mit stadtrömischen Kunstwerken und dem antiken Theater. Dabei zeigte er sich seinen Kollegen wie auch im persönlichen Umgang häufig von einer kompromisslosen, schroffen und polemischen Seite, wenn er seine Thesen nach außen vertrat. Den Blick für stilistische Eigenheiten von Kunstwerken konnte er nie erwerben. Ab 1861 war er ordentliches Mitglied des DAI, ebenso ordentliches Mitglied des Österreichischen Archäologischen Instituts, korrespondierendes Mitglied der Gesellschaft der Wissenschaften in Göttingen, Ehrenmitglied des Deutschen Künstlervereins in Rom sowie ab 1894 der Society for the Promotion of Hellenic Studies. 1899 wurde er Mitglied der Pontificia Accademia Romana di Archeologia. Als er 1905 als Sekretar in Rom ausschied, wurde ihm der Rote Adlerorden Zweiter Klasse verliehen. Fach- und Amtsgenossen stifteten ein Bronzerelief mit seinem Porträt, das Adolf Brütt geschaffen hatte. Es wurde in der Bibliothek des Instituts angebracht, ist heute aber nicht mehr erhalten.

## Schriften
- Kritischen Bemerkungen zur ältesten Geschichte der griechischen Kunst, 1871
- Die Kunst des Pheidias am Parthenon und zu Olympia, 1873
- mit Alfred von Domaszewski und Guglielmo Calerini (Hrsg.): Die Marcus-Säule auf Piazza Colonna in Rom, München 1896
- Vom alten Rom, Leipzig 1898; 3. Auflage 1904 (Berühmte Kunststätten 1)
- Trajans Dakische Kriege, 2 Bände, 1899 und 1903
- Ara Pacis Augustae, Wien 1902
- Athen, Leipzig 1908 (Berühmte Kunststätten 41)
- Die attische Tragödie als Bild und Bühnenkunst, 1915